# Joan Vila i Cinca
Joan Vila i Cinca (Sabadell, 29 de febrer de 1856 - Sant Sebastià de Montmajor, 2 de desembre de 1938) fou un pintor català. Fou el pare del també pintor Antoni Vila i Arrufat.

## Biografia
La seva família procedia de Cardona i van venir a Sabadell, on van fundar la primera fàbrica de sifons i gasoses de la ciutat. Els seus pares volien que treballés en el negoci familiar, però el que realment ell volia era ser pintor. Va iniciar els estudis a la Llotja de Barcelona, amb Josep Serra i Porsón, i assistí a l'acadèmia de Tomàs Moragas. Abans d'anar a Madrid, pels volts de 1880, o el 1877 segons altres fonts, amb Joan Figueres, Ramon Quer i Josep Espinalt varen fundar l'Acadèmia de Belles Arts de Sabadell, en una sala i alcova del tartaner Silvestre, al carrer de Sant Pau. Gràcies a una beca de l'Ajuntament de Sabadell, va marxar a estudiar a Madrid, a la Reial Acadèmia de Belles Arts de San Fernando i, més endavant, a l'Escola Superior de Belles Arts de Madrid.
Segons els catàlegs de la primera i segona Exposició General de Belles Arts de Barcelona, a finals del segle xix va residir al carrer de Sant Josep i al de Moratín de Sabadell. Vila Cinca fou la mà dreta de Narcís Giral en la creació i direcció de l'Escola Industrial de Sabadell, una acadèmia fet seguint el model educatiu belga on es volia formar especialistes per a la indústria tèxtil local, on se li donava una especial importància al disseny i a les belles arts, on Vila Cinca faria de professor. Aquest fet va provocar una immediata posterior generació d'artistes a la ciutat, entre els quals s'inclouen Antoni Vila-Arrufat, Rafael Durancamps, Ricard Marcet o Joan Vila Puig, entre d'altres. Posteriorment cediria la seva plaça de professor a Joan Vilatobà. Aquesta xarxa d'artistes sabadellencs estendria la seva influència a nivell català fins aproximadament l'època de Postguerra.
L'any 1905 va fer el cartell de la festa major de Sabadell.
Un cop restablert a Sabadell, el 1912, juntament amb Vicenç Renom, va iniciar unes excavacions a la serra de la Salut, al poblat ibèric i romà d'Arraona. I aquell mateix any, l'Ajuntament el va nomenar director de la Junta de Museus i Excavacions que s'acabava de constituir. Va ser fundador i professor de l'Escola Industrial d'Arts i Oficis de Sabadell. També va ser nomenat director de la junta de museus locals. Fou mestre de dibuix i pintura per a molts sabadellencs.
En l'Almanac de les Arts de l'any 1924 es va reproduir en color un paisatge de Sacama obra seva.
El 16 d'abril de 1942 Sabadell li dedicà un carrer al barri de la Creu Alta.

## Obra

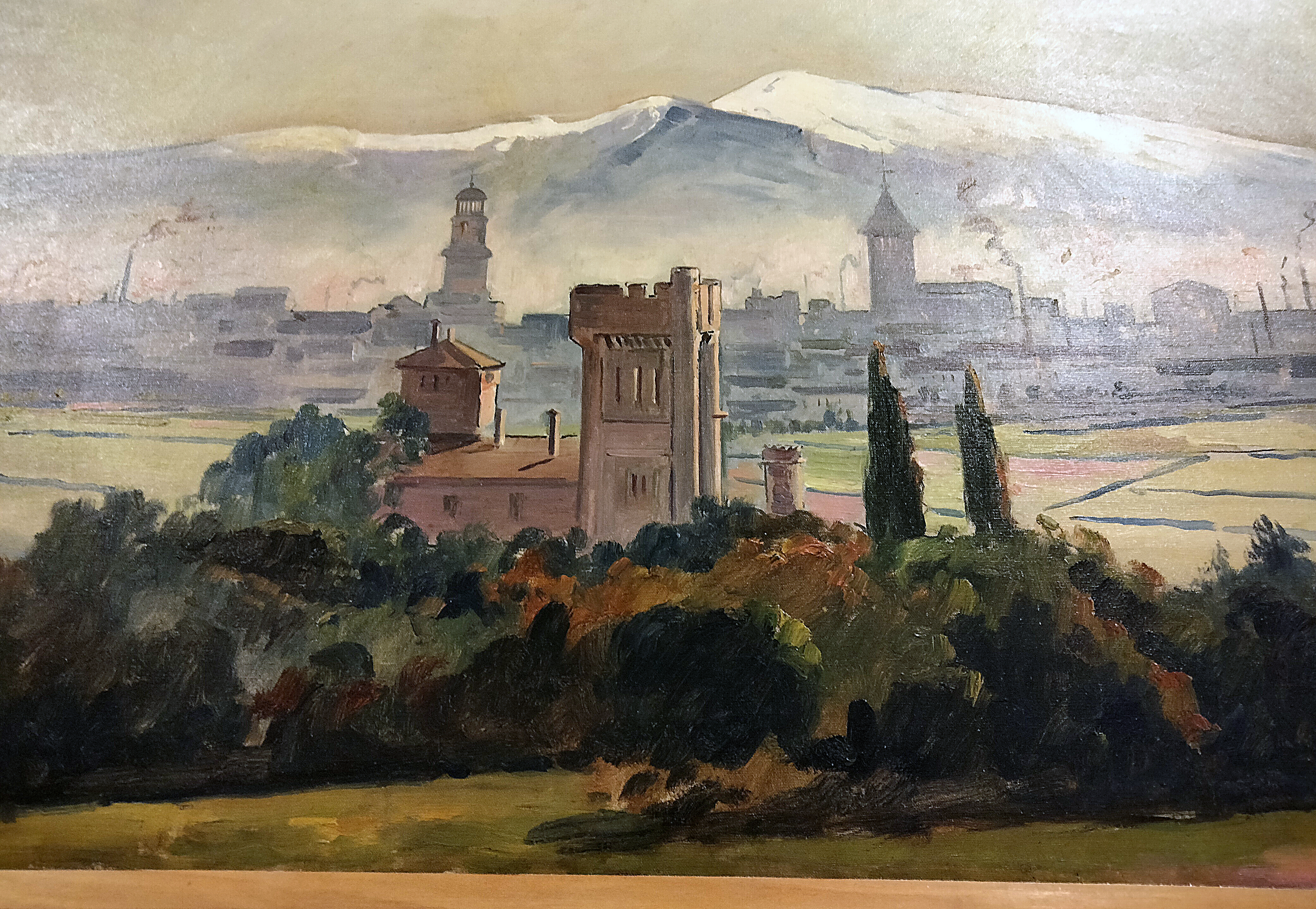
Panoràmica de Sabadell, 1910 (Museu d'Art de Sabadell), detall

Vila Cinca segueix els cànons de l'academicisme del segle xix, fent una adaptació romàntica dels cànons del segle xvi i XVII, però afegint-ne les aportacions de l'Escola de Barbizon. El gran gruix de la seva obra es basa en aquarel·les i paisatges. Entre la seva obra figura una pintura de format gran que representa un gos de caça a punt d'agafar una perdiu amb l'ala tocada al bell mig d'un bosc. Es conserven obres de Joan Vila Cinca al Museu de Montserrat, a la col·lecció de la Fundació Banc Sabadell i al Museu d'Art de Sabadell.

## Exposicions[11]

### Exposicions individuals
- 1914 — Sala Parés, Barcelona (maig).
- 1917 — Sala Parés, Barcelona (abril).
- 1921 — Acadèmia de Belles Arts de Sabadell.
- 1922 — Sala Parés, Barcelona (febrer-març).
- 1926 — Sala Parés, Barcelona (gener-febrer).
- 1927 — Ateneu de Girona.
- 1932 — Acadèmia de Belles Arts de Sabadell (febrer-març).[12]
- 1930 — Sala Barcino, Barcelona (març)
- 1930-1931 — Sala Barcino, Barcelona (desembre-gener).
- 1932 — Acadèmia de Belles Arts de Sabadell (maig-juny).
- 1934 — Galeries Laietanes, Barcelona (abril).

### Exposicions col·lectives
- 1881 — Exposició de Belles Arts. Centre Artístic d'Olot.
- 1882 — Primera exposició de l'Acadèmia de Belles Arts de Sabadell.[13]
- 1882 — Exposició de Belles Arts de Girona. Obres: La creu de terme.[14]
- 1887 — Exposició de l'Acadèmia de Belles Arts de Sabadell. Ateneu Sabadellenc.[15]
- 1887 — Exposición Nacional de Bellas Artes de Madrid. Obra: Toque de ánimas (núm. cat. 837).
- 1889 — Exposició de l'Acadèmia de Belles Arts de Sabadell. Ateneu Sabadellenc. Obres: ¡Pobre Yorich!,[16] Marina, Crepúsculo, Últimas hojas i diversos estudis i paisatges.[17]
- 1890 — Exposició de l'Acadèmia de Belles Arts de Sabadell. Ateneu Sabadellenc. Obres: pintura de gènere, un pastor, una aquarel·la i diversos paisatges.[18]
- 1891 — Primera Exposición General de Bellas Artes, Barcelona. Obres: Paisaje (núm. cat. 609), Hora feliz (num. cat. 610), Primer examen de doctrina (núm. cat. 611) i Cercanías del Río Ripoll (núm. cat. 612).
- 1894 — Segunda Exposición de Bellas Artes, Barcelona. Obres: Pastoreo (núm. cat. 402) i Palique (núm. cat. 403).
- 1895 — Exposició Nacional de Belles Arts. Obres: Vetlla paternal i Bautizo.
- 1895 — XIIa Exposició Extraordinaria de Bellas Artes, Sala Parés, Barcelona.
- 1896 — Exposició General de Belles Arts i Indústries Artístiques de Barcelona. Obra: Deberes humanos (núm. cat. 94).[19]
- 1897 — Exposició General de Belles Arts de Madrid. Obra: Deberes humanos (núm. cat. 1125).
- 1898 — Cuarta Exposición de Bellas Artes e Industrias Artísticas, Barcelona. Obres: Estudios (núm. cat. 108) i Ya cayó uno (núm. cat. 288).
- 1901 — Exposició Nacional de Belles Arts. Obra: Caridad para las ánimas.
- 1907 — Exposició Internacional de Barcelona. Obra: Interior del bosque de Can Feu.
- 1915 — Exposició 1915. Acadèmia de Belles Arts de Sabadell, antic teatre Lliga Regionalista de Sabadell.[20]
- 1917 — Exposició de pintura local. Acadèmia de Belles Arts de Sabadell.[11]
- 1918 — Exposició d'Art. Barcelona, Palau de Belles Arts. Obres: Dia primaveral (núm. cat. 824).[21]
- 1920 — Exposició d'Art. Barcelona, Palau de Belles Arts. Obres: Jardí (núm. cat. 666) i Una ullada de sol (núm. cat. 667).
- 1920 — Salón de Otoño de Madrid. Obres: Rincón de mi jardín, Entrada de mi taller i Corral de Casa Bages.
- 1921 — Exposició d'Art. Barcelona, Palau de Belles Arts.[11]
- 1921 — Exposició de l'Acadèmia de Belles Arts de Sabadell.[22]
- 1921-1922 — Agrupació d'Artistes Aquarel·listes de Catalunya. Barcelona, Sala Parés.[11]
- 1922 — Exposició de l'Acadèmia de Belles Arts de Sabadell.[23]
- 1923 — Exposició de l'Acadèmia de Belles Arts de Sabadell.[24]
- 1924 — Agrupació d'Artistes Aquarel·listes de Catalunya. Barcelona, Sala Parés.[11]
- 1925 — Exposició de l'Acadèmia de Belles Arts de Sabadell. Hi presenta una natura morta i un paisatge muntanyenc.[25]
- 1925 — Agrupació d'Aquarel·listes de Catalunya. Barcelona, Sala Parés.[11]
- 1926 — Exposició Nacional de Madrid. Obra: El Aplech.
- 1927 — Agrupació d'Artistes Aquarel·listes de Catalunya. Barcelona, Sala Parés.[11]
- 1928 — Agrupació d'Artistes Aquarel·listes de Catalunya. Barcelona, Sala Parés.[11]
- 1930 — Agrupació d'Aquarel·listes de Catalunya. Barcelona, Sala Parés.[11]
- 1930 — Exposició del paisatge del Vallès. Casino de Granollers.
- 1931-1932 — Concurs de Pintura. Montserrat vist pels pintors catalans. Barcelona, Palau de les Arts Decoratives.[11]
- 1932 — Agrupació d'Aquarel·listes de Catalunya. Barcelona, Sala Parés.[11]
- 1933 — Agrupació d'Aquarel·listes de Catalunya. Barcelona, Galeries Laietanes.[11]
- 1933 — Exposició de Primavera. Barcelona, Palau de Projeccions.[11]
- 1934 — Agrupació d'Aquarel·listes de Catalunya. Barcelona, Galeries Laietanes.[11]
- 1935 — Agrupació d'Aquarel·listes de Catalunya. Barcelona, Galeries Laietanes.[11]
- 1936 — Agrupació d'Aquarel·listes de Catalunya. Barcelona, Galeries Laietanes.[11]
- 1946 - Col·lectiva de socis del Cercle Sabadellès.[26]
- 1948 — Reial Cercle Artístic de Barcelona (del 15 al 31 de maig).
- 1948 - Acadèmia de Belles Arts.[26]
- 1956 - Les primeres passes de la cultura a Sabadell, Acadèmia de Belles Arts de Sabadell.[26]
- 1976 — Museu d'Art de Sabadell (juliol).
- 1991-1992 — Saló de la Caixa de Sabadell, Fundació Caixa Sabadell (del 23 de desembre de 1991 al 31 de gener de 1992).
- 1999 — Museu d'Art de Sabadell.[27]

## Premis i distincions
L'obra de Joan Vila Cinca va obtenir diversos reconeixements al llarg de la seva trajectòria. Així, consta que va rebre una medalla d'or a Lió i una de bronze a Arcachón i Chicago. Igualment, va ser premiat amb una medalla de tercera classe a l'Exposició Nacional de Belles Arts del 1895 i amb un diploma d'honor a l'exposició Progreso del Palacio de Cristal de Madrid per l'obra Paisajes.

## Obres en museus i col·leccions[30]
- Museu de Montserrat
- Museu d'Art de Sabadell
- Museu Abelló de Mollet del Vallès